# Štítary (Krásná)

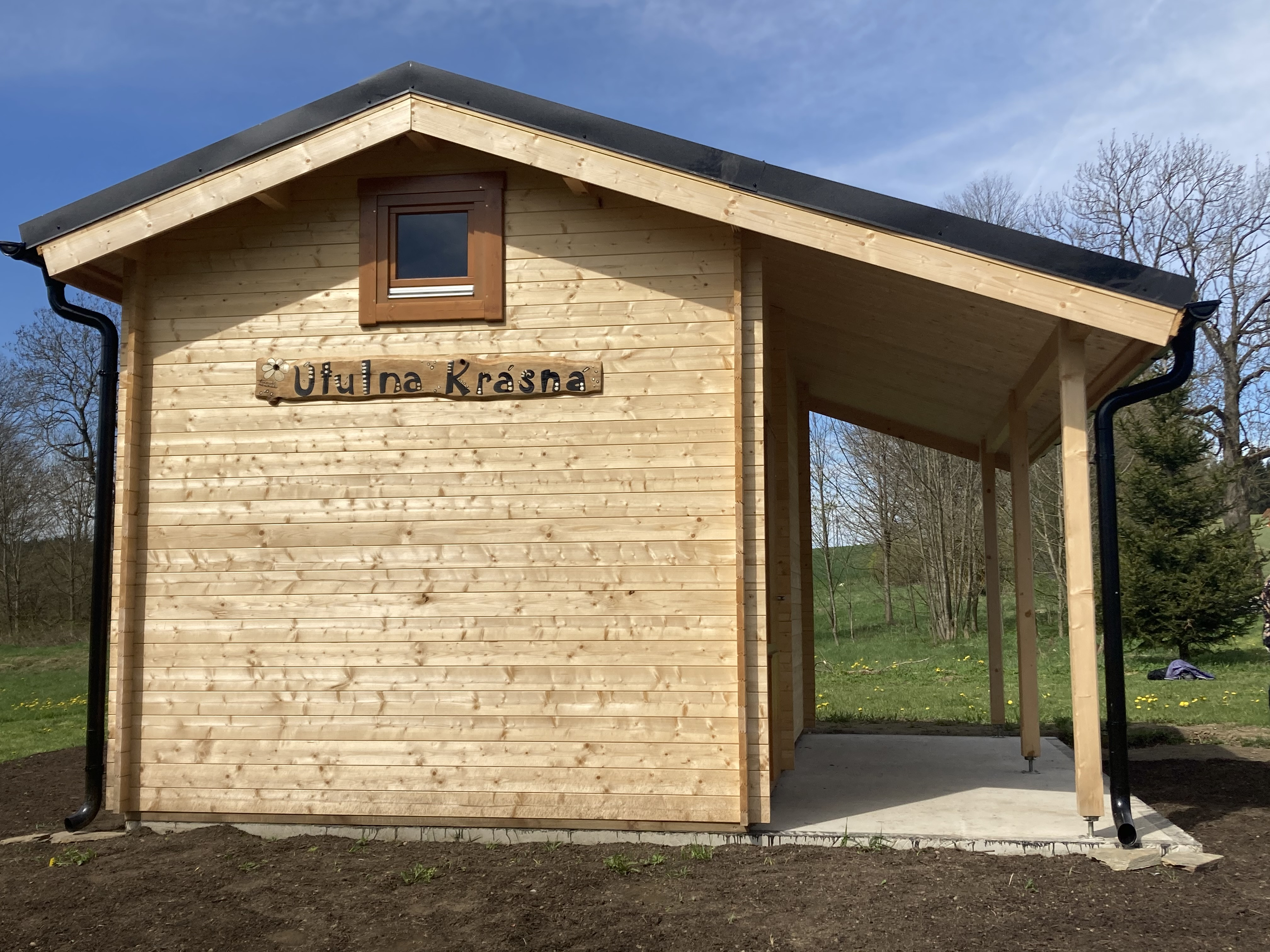
Útulna ve Štítarech

Štítary (německy Schildern, Schildern bei Asch) jsou zaniklá vesnice ve správním území obce Krásná v okrese Cheb. Vesnice zanikla roku 1975. Dnes patří jako katastrální území Štítary u Krásné k obci Krásná.

## Geografie
Obec Štítary ležela přibližně tři kilometry severozápadně od města Aše, mezi obcí Krásná, a zaniklou obcí Újezd. Dříve se obec Štítary skládala ze čtyř vesnic: Dolní Ves, Horní Ves, Štítarský Vrch a Ängerlein a samoty Farnhaus.

## Historie
První písemná zmínka pochází z roku 1342, kdy Štítary patřily do majetku Neubergů. Později, jako většina obcí na Ašsku, byly odkoupeny Zedtwitzy.
Po druhé světové válce a vysídlení německých obyvatel většina vesnic, ze kterých se obec Štítary skládala, zanikla. Zbytky Štítar byly v roce 1975 připojeny k Aši, a v roce 1990 poté začleněny do obce Krásná. Těsně před odsunem německých obyvatel žilo ve Štítarech v 50 domech kolem 240 obyvatel, kteří se živili především zemědělstvím.

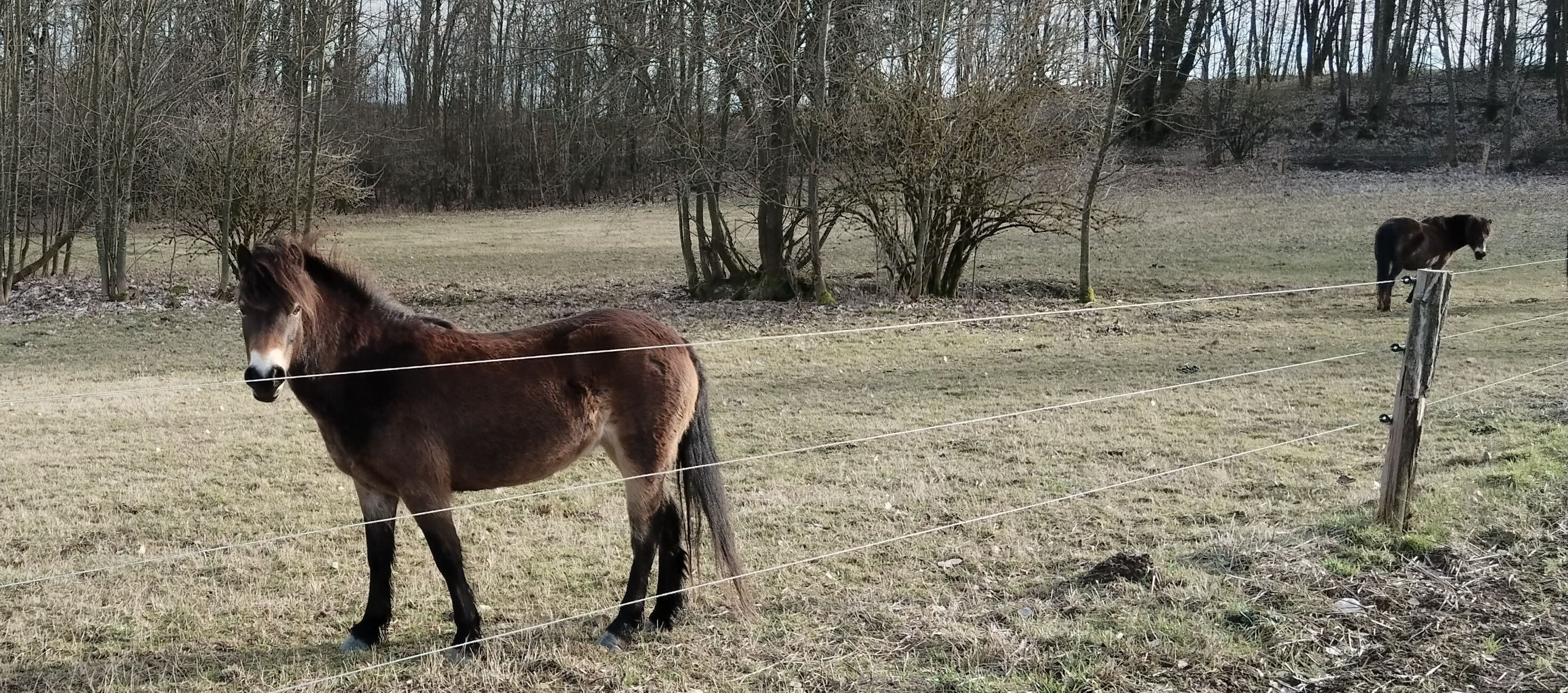
Exmoorští pony na Štítarech

## Současnost
V dnešní době Štítary již neexistují, ale stále se používá tohoto názvu pro pojmenování stejné oblasti, kde se dnes nachází jen dva rodinné domy, jeden statek a turisty hojně navštěvovaná Útulna. V blízkosti, po silnici do bývalé obce Újezd, se nachází opuštěný objekt roty pohraniční stráže.

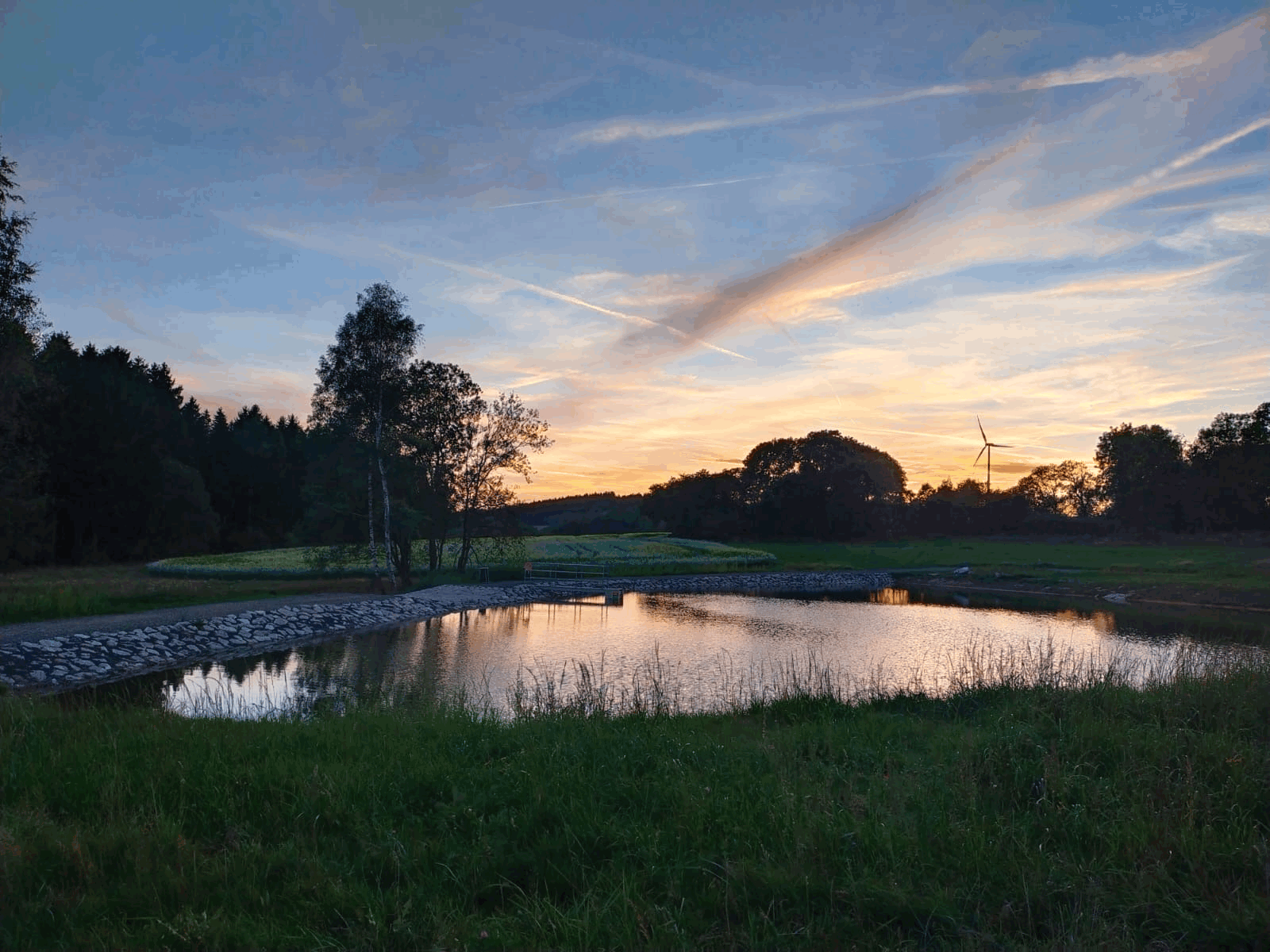
Malá vodní plocha ve Štítarech zrevitalizovaná v roce 2023 Státním pozemkovým úřadem

V roce 2024 na Štítarech byla také vybudována ohrada o rozloze 10 ha, kde nalezli svůj domov tři divocí koně – exmoorští pony, kteří byli pořízeni v rámci projektu Bestbelt - „Štítary – Centre of Local Biodiversity“ spolufinancovaného z prostředků Evropské unie a EuroNatur, který slouží k obnovení biodiverzity v degradovaných, neobhospodařovaných mokřadech v povodí Hraničního potoka. Poníci svou pastvou, tím nejpřirozenějším a nejjednodušším způsobem, udržují o prameniště a luční společenstvo. Cílem projektu je zajistit obnovu degradovaných travnatých biotopů a přispět tak ke zvýšení druhové a stanovištní rozmanitosti. V rámci projektu proběhla obnova historického sadu a výsadba historických bylinkových záhonů.
V dnešní době Štítary již neexistují, ale stále se používá tohoto názvu pro pojmenování stejné oblasti, kde se v současné nachází jen dva rodinné domy a krásenská Útulna. Ta od roku 2021 slouží jako útočiště pro turisty mířící k nejzápadnějšímu bodu republiky, či pro ty, kteří putují po Stezce Českem nebo dálkové trase Via Czechia. Do útulny není zavedena elektřina ani voda. Uvnitř turisté naleznou pouze stůl, lavice a po žebříku přístupné patro, kde mohou ve vlastních spacácích přečkat noc. Obec ji vybudovala jako následný projekt po tom, co z programu RE:Start zdemolovala dva vybydlené panelové domy.

## Doprava
Štítary prochází železniční trať 148 (Aš – Hranice v Čechách), a je zde železniční zastávka.
Přes Štítary vede cyklotrasa 2059 z Újezdu do Doubravy. Je cesta složená převážně z tzv. signálek, silnic, pomocí kterých bylo kontrolováno hraniční pásmo. Z této cesty je možné se také dostat na německé cyklotrasy, například do města Rehau.

## Pamětihodnosti

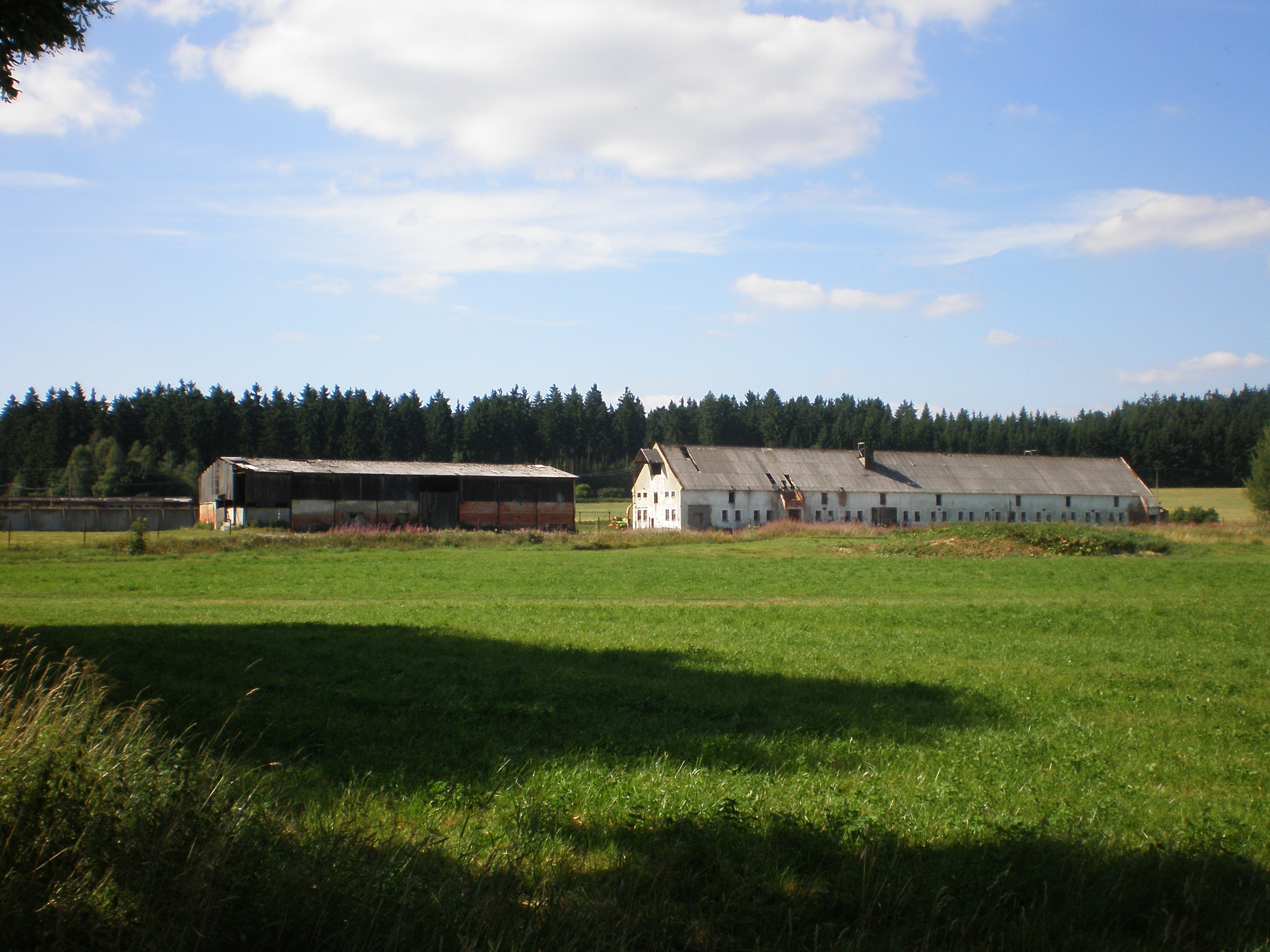
Zemědělský statek, dnes opět využívaný

- Některé historické prameny také zmiňují štítarský kostel. Byl prý zničen husity, kteří vesnicí prošli, a nechali za sebou jen ruiny. Ašské pověsti také mluví o kostele ve Štítarech, a o legendě o jeho zvonu. Dodnes však nebylo dokázáno, jestli opravdu ve Štítarech kostel stál.
- Na území bývalé vesnice roste Štítarský klen. Je to 25 metrů vysoký javor klen (Acer pseudoplatanus) s obvodem kmene 3,15 metrů, který stojí za chatovou osadou Černý Luh přes kolejiště na konci zarostlé, krátké aleje.
- Do katastrálního území Štítary u Krásné zasahuje část národní přírodní památky Bystřina – Lužní potok.